# United States Medical Licensing Examination
United States Medical Licensing Examination nebo USMLE je profesionální oficiální zkouška podporovaná Federation of State Medical Boards (FSMB) a National Board of Medical Examiners (NBME). Zkoušku potřebují absolventi lékařských škol z USA i odjinud pro vstup do absolventských postgraduálních programů klinické medicíny.
Zkouška se skládá z:
- USMLE Step 1  První je USMLE STEP 1, což je zkouška z preklinických oborů.
- USMLE Step 2 CK  Druhá je USMLE STEP 2 a tato zkouška je zaměřena na klinické znalosti a uplatnění diferenciální diagnózy.
- USMLE Step 2 CS  Další zkouškou je jediná zkouška ústní v sérii testů.
- USMLE Step 3  Posledním z této série testů je USMLE STEP 3, kde je testována znalost z urgentní medicíny a aplikace znalostí terapie a managementu lékařské péče.